# Bühl (Klettgau)
Bühl ist ein Ortsteil der Gemeinde Klettgau im Klettgau im Landkreis Waldshut.

## Geschichte
Bühl wurde am Anfang des 14. Jahrhunderts im Kartular des Klosters Rheinau urkundlich genannt. Die Pfarrkirche gehörte 1275 zum Dekanat Tengen. 1355 verkauft Kathrin von Krenkingen, Frau des Rudolf von Tengen, ihr Vogtrecht über den Ort an Johann von Brümsi und dessen Bruder H. von Brümsi von Schaffhausen. Von diesen kam es 1514 über die von Fulach an den Grafen Rudolf V. von Sulz. Später wurde es Teil der Herrschaft Schwarzenberg (Klettgau) und dann des Großherzogtums Baden.
In Bühl findet alljährlich das Notburgafest statt. Die Wallfahrt zur Notburga von Bühl geht in das Mittelalter zurück. Sie gilt als die Patronin des Klettgaus. Nach Bühl zogen sich in der Badischen Revolution die letzten Freischartruppen unter General Franz Sigel und Joseph Weißhaar zurück. Bekannt ist Bühl auch bei Reitsportlern.
Am 1. Januar 1975 wurde Bühl in die Gemeinde Klettgau eingegliedert.